# جوزيف هالسي كرين
جوزيف هالسي كرين هو محامي وقاضي وسياسي أمريكي، ولد في 31 أغسطس 1782 في Elizabeth Township, New Jersey ‏ في الولايات المتحدة، وتوفي في 13 نوفمبر 1851 في دايتون في الولايات المتحدة. نشط حزبياً في الحزب الوطني الجمهوري ‏. وقد انتخب عضو مجلس نواب أوهايو ‏ وانتخب عضو مجلس النواب الأمريكي ‏.